# Siegmund Breitbart

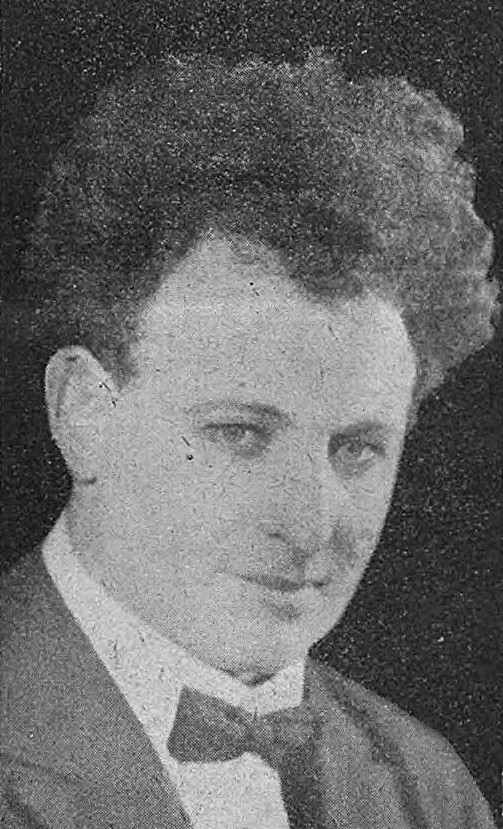
Siegmund Breitbart, Porträt

Siegmund Breitbart (auch Zishe Breitbart oder Sische Breitbart; geboren am 22. Februar 1893 in Stryków bei Łódź, Kongresspolen; gestorben am 12. Oktober 1925 in Berlin) war ein jüdischer Ringer und ein Artist. Er wurde als Der Eisenkönig bekannt.

## Leben

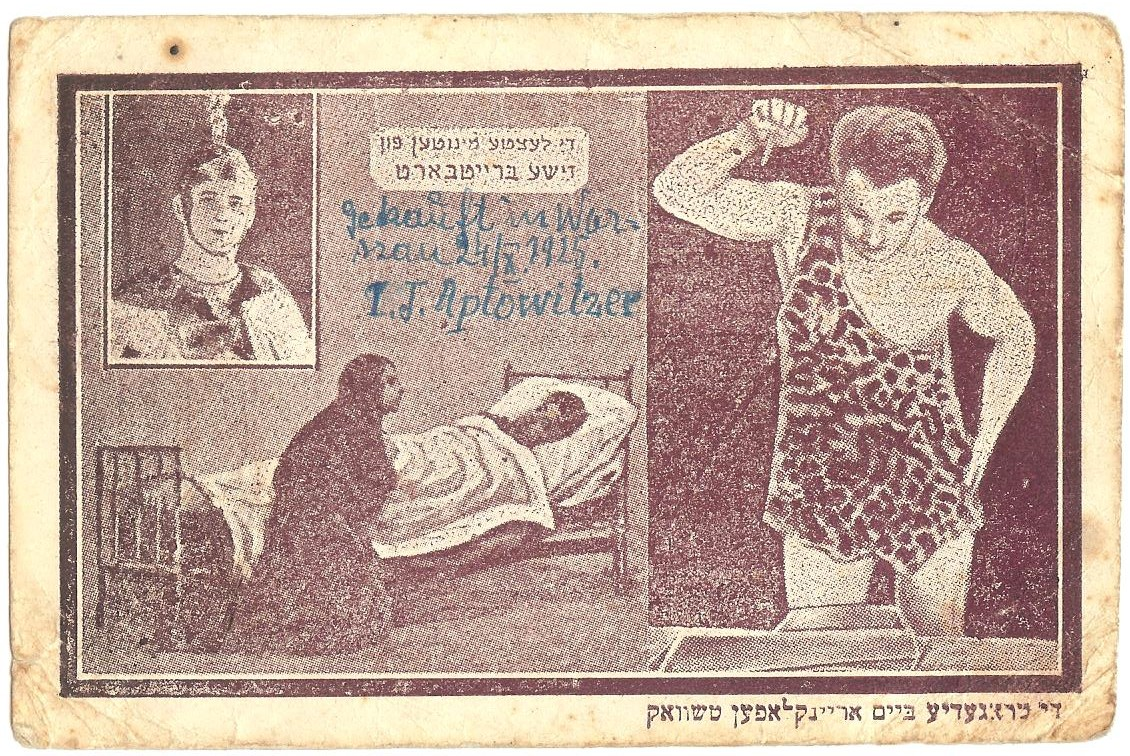
Breitbarts letzter Auftritt auf einer Postkarte in jiddischer Sprache

Breitbart wurde in eine religiöse jüdische Familie hineingeboren. Sein Vater war Schmied. Nachdem Breitbart durch ungewöhnliche Körperkraft aufgefallen war, wurde er von einer reichen Gönnerin aus der zaristischen Armee freigekauft und nach einem Zwischenaufenthalt in Berlin weiter in die USA geschickt, um dort als Ringer ausgebildet zu werden. Dort sammelte er auch Anregungen bezüglich seiner späteren Auftritte.
Zurück in Berlin ließ er sich eine Gladiatorenrüstung samt einem „goldenen“ Helm fertigen und lenkte als Der letzte Gladiator unter Fanfarenstößen eine Quadriga in die Festsäle oder in die Arena. Er verblüffte das Publikum, indem er nicht nur von Zuschauern mitgebrachte Hufeisen zerbrach, sondern sich während seines Auftritts selbst eins schmiedete – aus kaltem Eisen und nur mit Hilfe seiner Fäuste. Außerdem ließ er große Steine auf seinen Kopf fallen und trieb sich insgesamt nach Tausenden zu zählende Nägel in seinen Körper.
Breitbart starb zweiunddreißigjährig an einer Blutvergiftung, nachdem er sich bei einem Auftritt in Radom (Polen) versehentlich einen Stahlbolzen ins Knie getrieben und sich die Wunde anschließend entzündet hatte. Er wurde auf dem Adass-Jisroel-Friedhof in Berlin-Weißensee beigesetzt. Seine Bestattung führte zu einigem Chaos, da dieser kleine Friedhof nicht auf die große Anzahl von Trauernden eingerichtet war. Die Beisetzung des „Eisenkönigs“ wurde von mehreren Kamerateams für die Nachwelt festgehalten.

## Filme

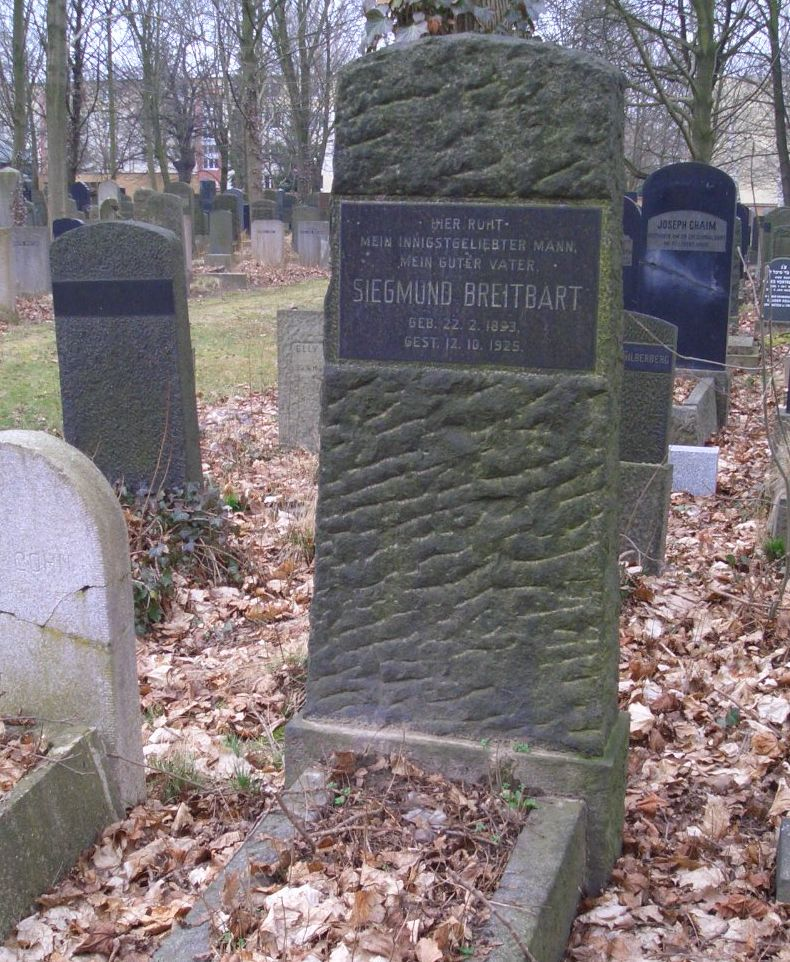
Siegmund Breitbarts Grabstein

Es soll einige Filmaufnahmen von Breitbarts Auftritten gegeben haben. Erhalten hat sich jedoch nur der Stummfilm Der Eisenkönig von 1923.
Auch im sozialdemokratischen Werbefilm Wie sich das Rathaus die Steuern holt (Stummfilm von 1923) ist ihm ein Abschnitt gewidmet. Es wird erwähnt, dass die Vorstellungen des „Eisenkönigs Breitbart“ der Gemeinde 1106 Millionen Kronen eingebracht haben. Danach sieht man kurze Ausschnitte aus seinen Auftritten in Gladiatorenkleidung.
Im Jahr 2002 erschien Invincible – Unbesiegbar, ein Spielfilm von Werner Herzog. Statt den Konkurrenzkampf zwischen Breitbart und dem Trickkünstler Hanussen, der die Show des Eisenkönigs 1924 kopiert hatte, zu zeigen, wurde die Handlung des Films ins Jahr 1932 verlegt, um Breitbart als jüdischen Helden mit dem nachmaligen jüdischen Nazi-Sympathisanten Hanussen und der aufkommenden NSDAP in Verbindung bringen zu können. Zu dem Zeitpunkt war der echte Breitbart allerdings schon sieben Jahre tot.
Der Produzent dieses Films war Gary Bart, ein Großneffe des Eisenkönigs, der seinem Großonkel ein Denkmal setzen lassen wollte und dieses Werk auch publizistisch mit der Autorität des Nachkommen begleitete. Obwohl der Film an der Kinokasse floppte, sorgten einige filmische biographische Anpassungen bis heute für reichlich Verwirrung. Nicht einmal der Geburtsort Stryków (Quelle: Gary Bart) ist gesichert; sein Geburtsjahr wurde von Gary Bart ins Jahr 1883 verlegt. Dagegen behauptet die Gemeinde Friedrichsthal, in der er wohnte, dass er dort auch geboren sei.